# Post-Nothing
Post-Nothing è il primo album in studio del gruppo rock canadese Japandroids, pubblicato nel 2009.

## Tracce
1. The Boys Are Leaving Town – 4:01
2. Young Hearts Spark Fire – 5:05
3. Wet Hair – 3:12
4. Rockers East Vancouver – 4:32
5. Heart Sweats – 4:25
6. Crazy/Forever – 6:04
7. Sovereignty – 3:34
8. I Quit Girls – 4:55

## Formazione
- Brian King – chitarra, voce, cori
- David Prowse – batteria, cori, voce (4)